# Seven Seals
Albums de Primal Fear
Devil's Ground New Religion
Seven Seals est le sixième album studio du groupe de heavy metal allemand Primal Fear. Il est sorti en 2005.

## Composition du groupe
- Ralf Schepeers : chant
- Mat Sinner : chant et basse
- Tom Naumann : guitare
- Stefan Leibing : guitare
- Randy Black : batterie

## Guests
- Stefan Leibing : claviers
- Matz Ulmer : claviers et cordes

## Liste des chansons de l'album
1. Demons And Angels - 5:32
2. Rollercoaster - 4:28
3. Seven Seals - 3:54
4. Evil Spell - 4:31
5. The Immortal Ones - 4:19
6. Diabolus - 7:54
7. All For One - 7:53
8. Carniwar - 3:17
9. Question Of Honour - 7:26
10. In Memory Of You - 5:07